# یاس نو
روزنامه یاس نو برای اولین بار در تاریخ سوم اسفند ۱۳۸۱ توسط جبهه مشارکت ایران اسلامی منتشر شد.
این روزنامه از جمله نشریات اصلاح طلب بود که در جریان انتخابات جنجالی مجلس هفتم و رد صلاحیت گسترده توسط شورای نگهبان و تحصن نمایندگان مجلس توقیف موقت شد.
توقیف موقت روزنامه چندین سال ادامه یافت و در نهایت دادگاه این روزنامه را به پرداخت جریمه نقدی محکوم کرد.
جبهه مشارکت در آستانه انتخابات ریاست جمهوری دهم اقدام به انتشار مجدد روزنامه کرد که به بهانه اعاده روند دادرسی توسط سعید مرتضوی، تنها پس از انتشار یک شماره توقیف شد و معاون وزارت ارشاد در نامه به عباس‌نژاد دستور توقف انتشار آن را صادر کرد و مأموران وزارت ارشاد با مراجعه به چاپخانه زینک‌های شماره بعدی روزنامه را باز کرده و بردند. هیئت نظارت پیش تر رویهٔ مشابهی را در توقیف روزنامهٔ هم‌میهن بکار برده بود.